# Ingram Olkin
Ingram Olkin (23 de julho de 1924 – 28 de abril de 2016) foi um professor emérito da cátedra de estatística e educação da Universidade Stanford.

## Biografia
Ingram Olkin nasceu em 1924 em Waterbury, Connecticut. Ele era o único filho de Julius e Karola (nee Bander) Olkin, ambos imigrantes da Europa Oriental. Aos 10 anos, Olkin e sua família se mudaram para a cidade de Nova Iorque, onde ele se formou na DeWitt Clinton High School no Bronx em 1941. Matriculou-se na Universidade da Cidade de Nova Iorque (em inglês, City University of New York, conhecida pelo acrônimo CUNY) no curso de Matemática, entretanto, por conta da Segunda Guerra Mundial, seus estudos foram interrompidos e ele serviu a Força Aérea dos Estados Unidos por 3 anos como meteorologista até 1946.
Retornando para a cidade de Nova Iorque, Olkin recebeu o título de bacharel em Matemática pela  Universidade de Nova Iorque em 1947. Seu Mestrado foi em estatística matemática pela  Universidade Columbia (em inglês: Columbia University ou, oficialmente, Columbia University in the City of New York) em 1949, e o seu doutorado foi pela Universidade da Carolina do Norte com a tese "Sobre problemas de distribuição em análise multivariada" (do inglês, "On distribution problems in multivariate analysis"), sob orientação de N. Roy e Harold Hotelling, apresentada em 1951.